# Midnight Juggernauts
Os Midnight Juggernauts são um banda australiana de dance/synth pop, criada em Melbourne no ano de 2004. Na sua formação inicial era composta pelo trio Vicente Vendetta, Andrew Szekeres e Daniel Stricker. O seu Ep de estreia Secrets Of Universe mostra as suas principais ideias que mais tarde são reveladas no álbum.  As suas principais referências são David Bowie  e Human League. Mas podemos encontrar diversos elementos na produção, como Prince, psicodelia e electro-pop.
Lançaram o seu primeiro álbum "Dystopia" em 2007. Este álbum é composto por um conceito visual e temático bastante concreto. Tudo em Dystopia remete a viagens interplanetárias, outras galáxias, outras realidades. Por isso faz todo o sentido faixas como “Into The Galaxy” e “Shadows”, que já faziam sucesso antes do lançamento do primeiro álbum, e agora fazem parte de uma ideia maior. É como se os anos oitenta tivessem descoberto a psicodelia.
Depois de fazer várias Tours pelo mundo, com direito a uma viagem pela América do Norte com os Justice, a banda terminou o seu segundo álbum The Crystal Axis. Este foi lançado em meados de 2010.
Depois de alguns anos a banda lança o seu terceiro álbum Uncanny Valley, em meados de 2013. Estes trabalharam com vários artistas, incluindo Kirin J Callinan, Justiça, Solange e Sebastian Tellier.

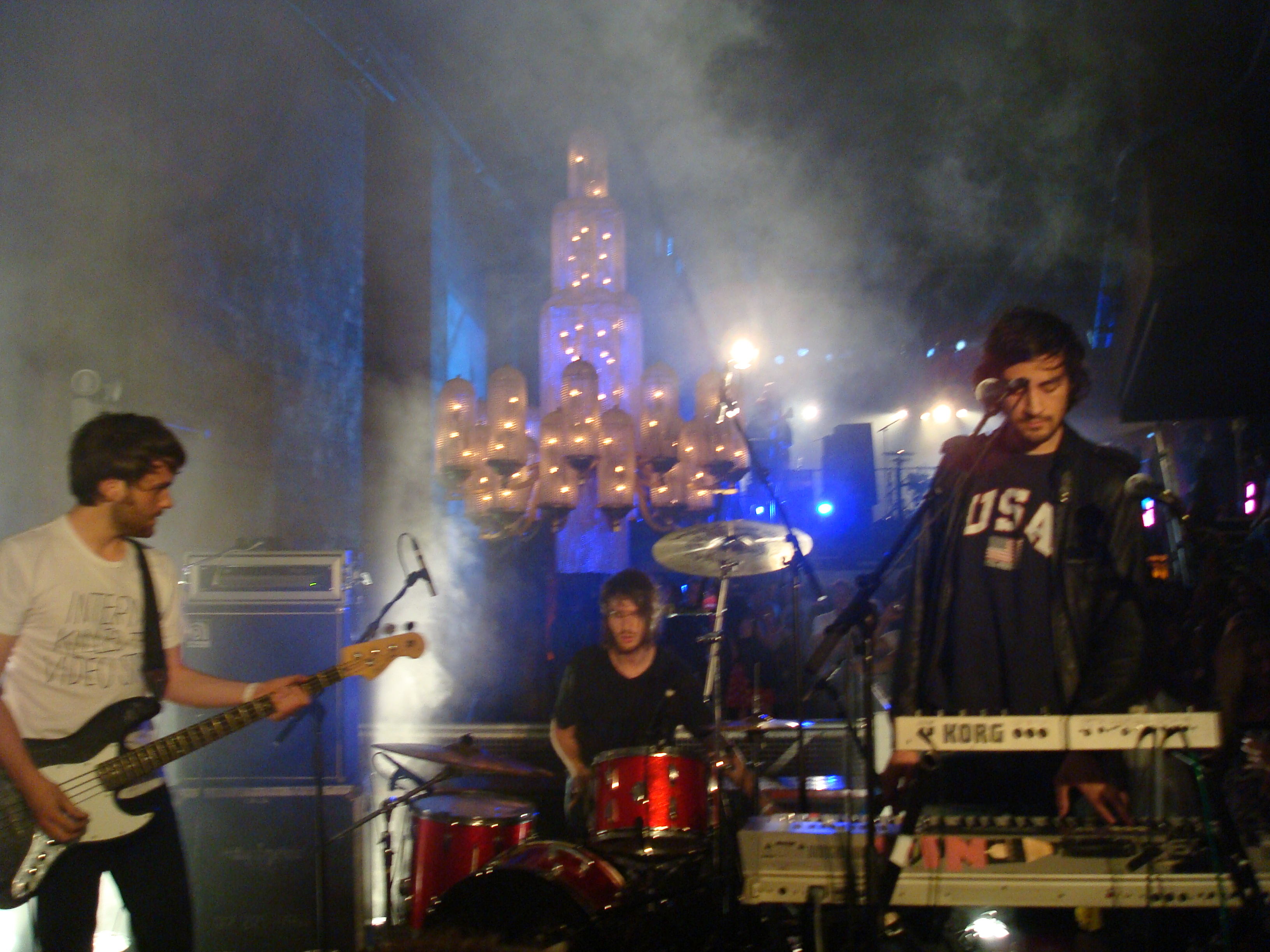